# Hamburg-Altonaer Centralbahn-Gesellschaft
| Wagen der Centralbahn in der Königstraße (um 1906) |                             |                                               |                               |
| Streckenlänge: | ca. 7,5 (Gesamtlänge 15) km |                                               |                               |
| Spurweite: | 1435 mm (Normalspur)        |                                               |                               |
| |                             |                                               |                               |
| \| \| \| Klaus-Groth-Straße (Borgfelde) Endhaltestelle \| \| \| \| \| Besenbinderhof \| \| \| \| \| Gewerbemuseum \| \| \| \| \| Altmannbrücke \| \| \| \| \| Steinstraße \| \| \| \| \| \| \| \| \| \| Großer Burstah \| \| \| \| \| Alter Wall \| \| \| \| \| \| \| \| \| \| Rödingsmarkt \| \| \| \| \| \| \| \| \| \| Michaelisstraße \| \| \| \| \| Alter Steinweg \| \| \| \| \| \| \| \| \| \| Millerntor \| \| \| \| \| Reeperbahn \| \| \| \| \| Landesgrenze Hamburg/Holstein \| \| \| \| \| Nobistor \| \| \| \| \| \| \| \| \| \| \| \| \| \| \| \| \| \| \| \| Rathausmarkt (Altona) \| \| \| \| \| \| \| \| \| \| Königstraße, rote Linie \| \| \| \| \| \| \| \| \| \| Große Bergstraße, grüne Linie \| \| \| \| \| Marktstraße \| \| \| \| \| Betriebsbahnhof Schützenhof \| \| \| \| \| Altonaer Bahnhofstraße \| \| \| \| \| Altona Hbf \| \| \| \| \| Friedenseiche, rote Linie \| \| \| \| \| Bahrenfelder Straße \| \| \| \| \| \| \| \| \| \| Fischers Allee, grüne Linie \| \| |                             |                                               |                               |
| |                             | Klaus-Groth-Straße (Borgfelde) Endhaltestelle |                               |
| U-Bahn-Haltepunkt / Haltestelle |                             | Besenbinderhof                                | Besenbinderhof                |
| U-Bahn-Haltepunkt / Haltestelle |                             | Gewerbemuseum                                 | Gewerbemuseum                 |
| U-Bahn-Haltepunkt / Haltestelle |                             | Altmannbrücke                                 | Altmannbrücke                 |
| U-Bahn-Haltepunkt / Haltestelle |                             | Steinstraße                                   | Steinstraße                   |
| U-Bahn-Verschwenkung von links · U-Bahn-Verschwenkung von rechts |                             |                                               |                               |
| U-Bahn-Strecke · U-Bahn-Bahnhof |                             | Großer Burstah                                | Großer Burstah                |
| U-Bahn-Bahnhof · U-Bahn-Strecke geradeaus |                             | Alter Wall                                    | Alter Wall                    |
| U-Bahn-Verschwenkung nach links · U-Bahn-Verschwenkung nach rechts |                             |                                               |                               |
| U-Bahn-Haltepunkt / Haltestelle |                             | Rödingsmarkt                                  | Rödingsmarkt                  |
| U-Bahn-Verschwenkung von links · U-Bahn-Verschwenkung von rechts |                             |                                               |                               |
| U-Bahn-Strecke · U-Bahn-Bahnhof |                             | Michaelisstraße                               | Michaelisstraße               |
| U-Bahn-Bahnhof · U-Bahn-Strecke geradeaus |                             | Alter Steinweg                                | Alter Steinweg                |
| U-Bahn-Verschwenkung nach links · U-Bahn-Verschwenkung nach rechts |                             |                                               |                               |
| U-Bahn-Haltepunkt / Haltestelle |                             | Millerntor                                    | Millerntor                    |
| U-Bahn-Haltepunkt / Haltestelle |                             | Reeperbahn                                    | Reeperbahn                    |
| U-Bahn-Grenze |                             | Landesgrenze Hamburg/Holstein                 | Landesgrenze Hamburg/Holstein |
| U-Bahn-Haltepunkt / Haltestelle |                             | Nobistor                                      | Nobistor                      |
| U-Bahn-Verschwenkung von links · U-Bahn-Verschwenkung von rechts |                             |                                               |                               |
| U-Bahn-Strecke · U-Bahn-Strecke geradeaus |                             |                                               |                               |
| U-Bahn-Verschwenkung nach links · U-Bahn-Verschwenkung nach rechts |                             |                                               |                               |
| U-Bahn-Haltepunkt / Haltestelle |                             | Rathausmarkt (Altona)                         | Rathausmarkt (Altona)         |
| U-Bahn-Abzweig geradeaus und nach links · U-Bahn-Strecke von rechts |                             |                                               |                               |
| U-Bahn-Strecke von links · U-Bahn-Strecke nach rechts · U-Bahn-Haltepunkt / Haltestelle |                             | Königstraße, rote Linie                       | Königstraße, rote Linie       |
| U-Bahn-Abzweig geradeaus und nach links · U-Bahn-Strecke von rechts · U-Bahn-Strecke |                             |                                               |                               |
| U-Bahn-Bahnhof · U-Bahn-Strecke · U-Bahn-Strecke |                             | Große Bergstraße, grüne Linie                 | Große Bergstraße, grüne Linie |
| U-Bahn-Strecke · U-Bahn-Bahnhof · U-Bahn-Strecke |                             | Marktstraße                                   | Marktstraße                   |
| U-Bahn-Betriebs-/Güterbahnhof Streckenanfang und quer · U-Bahn-Abzweig geradeaus, nach rechts und von rechts · U-Bahn-Strecke · U-Bahn-Strecke |                             | Betriebsbahnhof Schützenhof                   | Betriebsbahnhof Schützenhof   |
| U-Bahn-Strecke geradeaus · U-Bahn-Abzweig geradeaus und von links · U-Bahn-Abzweig geradeaus und nach rechts |                             | Altonaer Bahnhofstraße                        | Altonaer Bahnhofstraße        |
| U-Bahn-Haltepunkt / Haltestelle · U-Bahn-Strecke · U-Bahn-Strecke |                             | Altona Hbf                                    | Altona Hbf                    |
| U-Bahn-Strecke von links · U-Bahn-Kreuzung · U-Bahn-Abzweig geradeaus und nach rechts · U-Bahn-Strecke geradeaus |                             | Friedenseiche, rote Linie                     | Friedenseiche, rote Linie     |
| U-Bahn-Strecke nach links · U-Bahn-Kreuzung · U-Bahn-Kreuzung · U-Bahn-Strecke nach rechts |                             | Bahrenfelder Straße                           | Bahrenfelder Straße           |
| U-Bahn-Strecke geradeaus · U-Bahn-Strecke |                             |                                               |                               |
| U-Bahn-Strecke nach links · U-Bahn-Strecke nach rechts |                             | Fischers Allee, grüne Linie                   | Fischers Allee, grüne Linie   |

Die Hamburg-Altonaer Centralbahn-Gesellschaft (kurz HAC) war eine Straßenbahn-Gesellschaft, deren Linie von Hamburg zur damals selbstständigen Stadt Altona und zurück führte. Die Wagen der Linie wurden im Volksmund wegen ihrer Form und Farbe auch „Chinesenbahn“ oder einfach „Centralbahn“ genannt. Die Anfänge der Gesellschaft gehen in das Jahr 1878 zurück, als die Vorgängergesellschaft als Hamburg-Altonaer Pferdebahn-Gesellschaft (HAPf) gegründet wurde. Mit der Elektrifizierung im Jahr 1896 wurde sie in Hamburg-Altonaer Centralbahn-Gesellschaft (später Hamburg-Altonaer Zentralbahn-Gesellschaft) umbenannt. Sie existierte bis 1922 und wurde in die Hamburger Hochbahn AG integriert.

## Vorgeschichte: Die Hamburg-Altonaer Pferdebahn-Gesellschaft

Perambulatorwagen der Hamburg-Altonaer Pferdebahn-Gesellschaft (um 1890)

Da die Städte Hamburg und Altona Mitte des 19. Jahrhunderts, bedingt durch den wirtschaftlichen Aufschwung, den der Hafenbetrieb mit sich brachte, rasch wuchsen, ergab sich die Notwendigkeit, den Personennahverkehr zwischen den nahen Städten anzupassen. Nachdem Hamburg und Altona am 4. Oktober 1876 die Konzession für eine Pferdebahn zwischen beiden Städten an den Ingenieur Adolph Keifler aus Kopenhagen, der zuvor schon eine Pferdebahn in seiner Heimatstadt realisiert hatte, erteilt hatten, erfolgte am 2. November 1876 die Gründung der Hamburg-Altonaer Pferdebahn Gesellschaft durch Keifler mit 600.000 Mark Stammkapital, an der sich auch die 1871 gegründete Commerz- und Disconto-Bank mit 16,6 % direkt beteiligte.

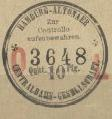
Fahrschein der Centralbahn

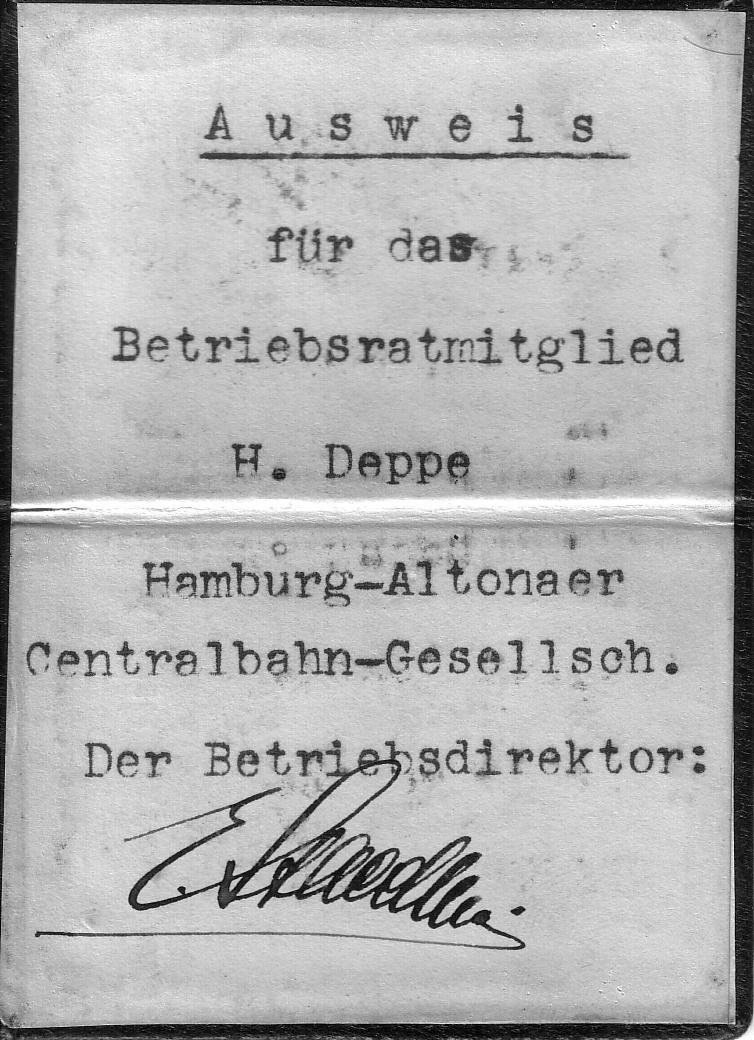
Betriebsratsausweis der Hamburg-Altonaer Centralbahn-Gesellschaft 1920

Auch wurde von dieser zusätzlich noch eine sechs-prozentige Prioritätsanleihe in Höhe von 300.000 Mark zur Finanzierung begeben. Im Konzessionsvertrag waren eine Laufzeit von 25 Jahren, eine Wagenbreite von maximal 1,9 m und eine Wagenkapazität von höchstens 30 Personen festgelegt. Die Wagen waren auslenkbar, das heißt, sie liefen mit einem fünften Rad auf Schienen, das notfalls (z. B. an Engstellen) hochgezogen werden konnte (Perambulatorbetrieb).
Die Pferdebahn führte anfangs über eine Schleife Großer Burstah – zwischen der Börse und dem Bauplatz des Hamburger Rathauses – Alter Wall zur Altonaer Endhaltestelle zwischen Königstraße und Marktstraße (jetzt Ehrenbergstraße). Die ersten Wagen wurden von der Eisenbahn-Wagenbauanstalt in Hamburg-Rothenburgsort hergestellt. Der Betriebsbahnhof wurde in der Nähe des Altonaer Schützenhofes errichtet und die Strecke am 15. April 1878 offiziell eröffnet. In den ersten neun Monaten des Betriebes konnten fast zwei Millionen Fahrgäste gezählt werden. Da die Gesellschaft eine äußerst lukrative Strecke betrieb, war die finanzielle Lage der Gesellschaft sehr gut.

## Umfirmierung zur Hamburg-Altonaer Centralbahn-Gesellschaft

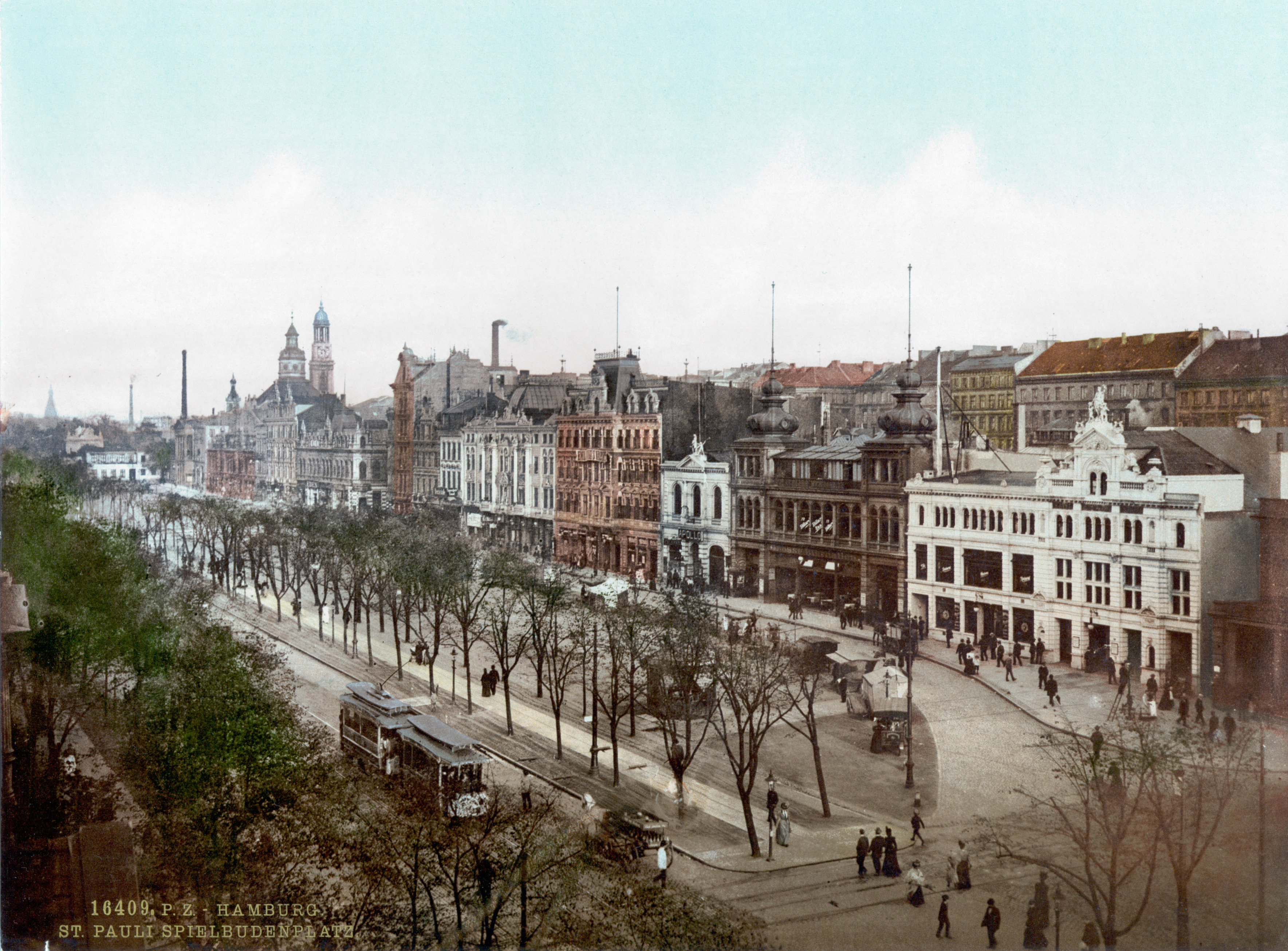
Die Centralbahn auf der Reeperbahn (um 1908)

Nachdem ab 1894 die meisten Linien der mit der Hamburg-Altonaer Pferdebahn-Gesellschaft konkurrierenden Straßen-Eisenbahn Gesellschaft (StEG oder SEG) bereits elektrisch fuhren, wurden am 26. Januar 1896 die ersten zwölf Triebwagen mit elektrischen Antrieb eingeführt. Zuvor waren neue Gleise (Marke Phönix 17b) verlegt worden. Das Streckennetz, das mittlerweile bis Hamburg-Borgfelde erweitert und von der Elektrizitäts-AG vormals Schuckert & Co. elektrifiziert worden war, hatte eine Streckenlänge von rund 7½ Kilometern und eine Gesamtlänge von 15,1 Kilometern. Die elektrische Energie mit einer Spannung von 600 Volt Gleichstrom lieferte das Elektrizitätswerk Unterelbe (EWU) in Neumühlen bzw. die Hamburger Elektrizitätswerke. Der Mischbetrieb mit Pferdewagen lief bis März 1896 und ab dem 31. Oktober 1896 firmierte die Gesellschaft unter dem neuen Namen Hamburg-Altonaer Centralbahn AG.
Die Höchstgeschwindigkeit lag im Stadtgebiet bei 12 km/h und auf den Außenstrecken bei 18 km/h. Die Straßenbahnlinien verkehrten in der Hauptverkehrszeit an Wochentagen im 2½-Minuten-Takt, die Fahrzeit betrug auf jeder Linie 42 Minuten. Der Fahrpreis betrug 10 Pfennig und die HAC zahlte auf ihre Anteile mit zeitweise 30 Prozent die deutschlandweit höchste Dividende. Die HAC beförderte bis 1912 insgesamt rund 16,4 Millionen Personen und legte dabei rund 2,3 Millionen Kilometer zurück.

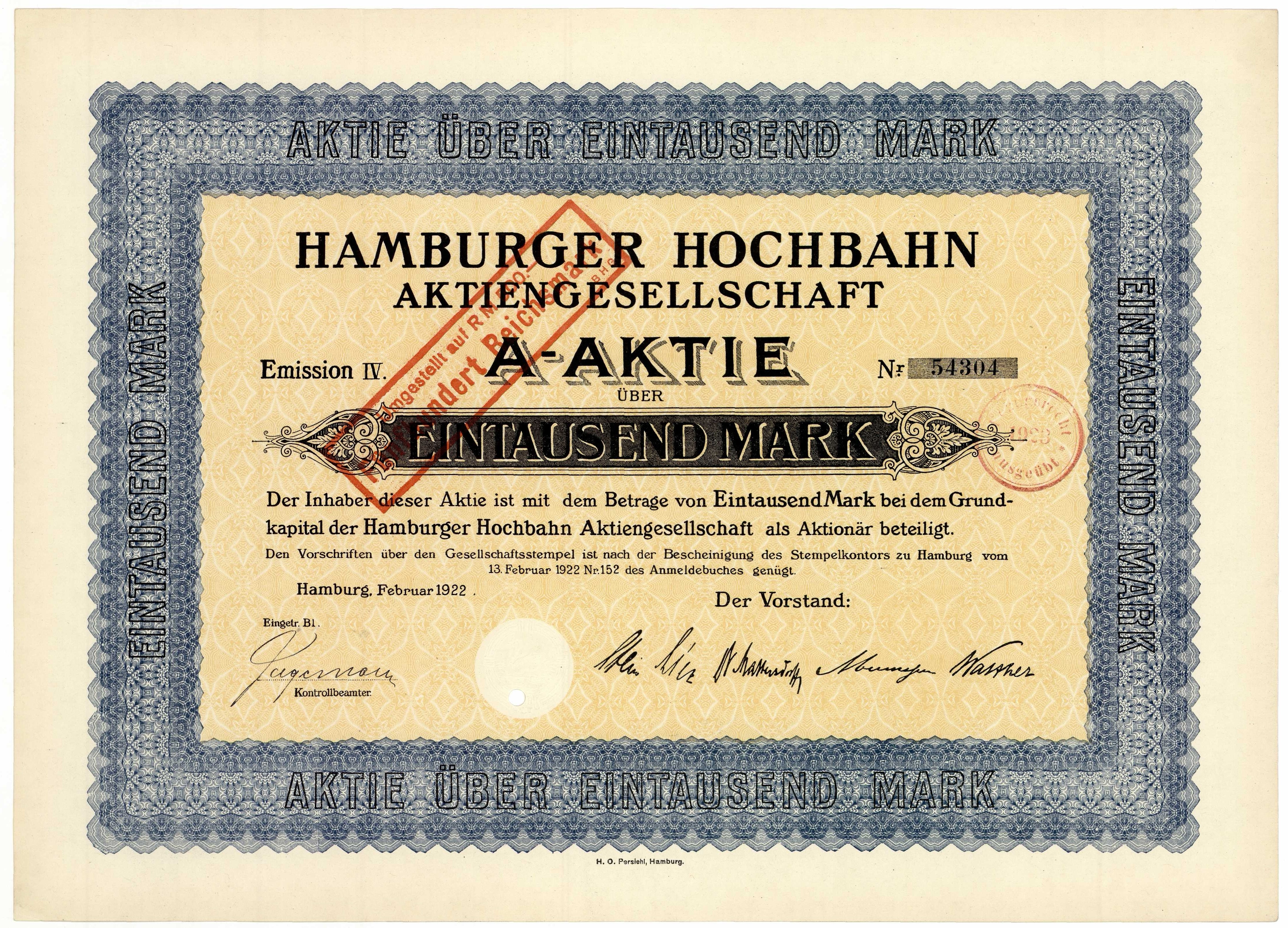
Diese Aktienemission von 1922 der Hamburger Hochbahn AG diente der Übernahme der Hamburg-Altonaer Centralbahn.

Mit Beginn des Ersten Weltkrieges verschlechterte sich die wirtschaftliche Lage durch Einzug eines großen Teils der männlichen Bediensteten, Kohlenmangel (zeitweise kein Strom vom Kraftwerk Unterelbe), hohen Kosten und Streiks. Das Ende der Centralbahn folgte am 31. Dezember 1922, da ihre Konzession abgelaufen war. Fahrzeuge, Gleismaterial und Grundstücke verkaufte die Betriebsgesellschaft an die Hamburger Hochbahn AG (HHA), die bereits – auch teilweise parallel – eigene Straßenbahnlinien betrieb. Die Centralbahn-Strecken wurden übernommen und die Linien bis 1925 in ihr System integriert. Die verzwickte Altonaer Trassenführung wurde bereinigt und einige Strecken der „Zentralbahn“ durch Nebenstraßen in Ottensen stillgelegt. Da die Hamburger Hochbahn AG (HHA) jetzt ihre Linien durch die Große Bergstraße und Königsstraße fahren lassen konnte, konnten die Strecken in Nebenstraßen nördlich der Reeperbahn stillgelegt werden.

## Fahrzeuge

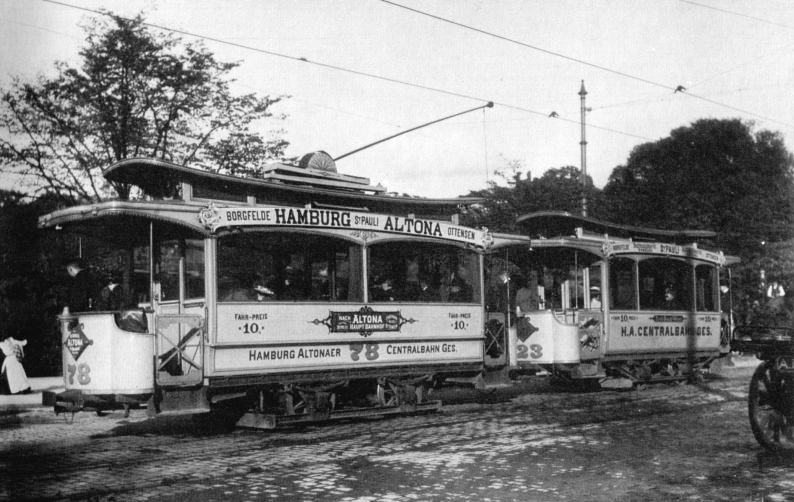
Triebwagen Nr. 78 und Beiwagen Nr. 23

Die ersten 40 Triebwagen der HAC wurden 1896 von der Wagenbauanstalt und Waggonfabrik für elektrische Bahnen vormals W. C. F. Busch und den Fahrzeugwerkstätten Falkenried, beide in Hamburg ansässig, gebaut. Weitere acht Triebwagen und 45 Beiwagen baute Falkenried 1896/1897 und die letzten zwölf Triebwagen kamen bis 1899 von Busch hinzu.
Die Triebwagen mit beiderseits zwei großen Fenstern boten den Fahrgästen 20 Sitz- und 14 Stehplätze an und wogen 6½ t. Die 3 t schweren Beiwagen mit beiderseits drei Fenstern hatten 18 Quersitze und 16 Stehplätze. Anfangs hatten die Triebwagen jeweils einen 20-PS-Motor, der sich im Alltag als zu schwach erwies, so dass bald auf zwei 23-PS-Motoren pro Triebwagen aufgestockt wurde. Die Stromabnahme erfolgte über Rollenstromabnehmer am Dach der Triebwagen. Die Länge aller Wagen über Kupplung betrug 8,4 m, die Wagenkastenbreite 2,0 m und der Radstand 1,7 m (bei einigen Umbauten 2,2 m). Vier Triebwagen wurden um 1899 zu Beiwagen umgebaut. Zum 1. Januar 1923 übernahm die HHA 46 Triebwagen und 51 Beiwagen. Einige Wagen wurden von der HHA umlackiert und noch bis zum Ende der 1920er Jahre genutzt. Bis 1929 wurden einige Wagen zu Arbeitswagen umgebaut, der Rest verschrottet.

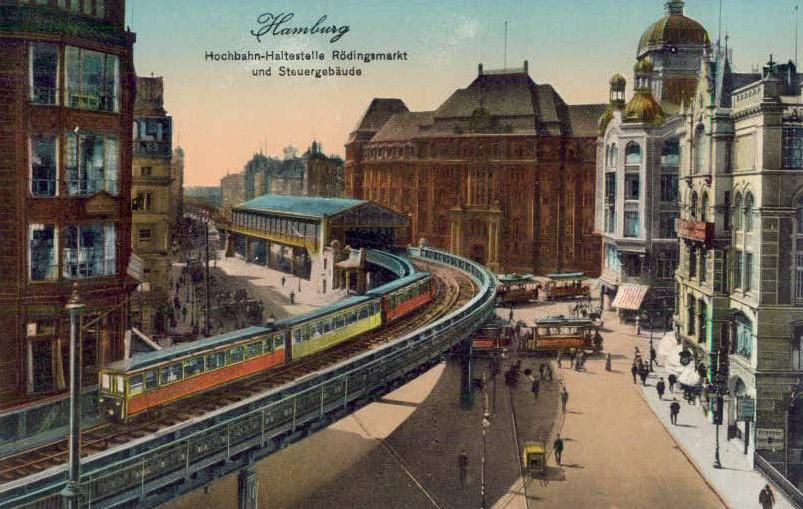
Centralbahn am Rödingsmarkt im Hintergrund vor der Steuerbehörde (um 1910). Die Wagen der SEG sind im Vordergrund zu sehen, links die damals neu erbaute Hamburger Hochbahn mit einkopiertem Zug der Berliner Hochbahn.

Da die gelb lackierten Triebwagen große Bogenfenster und der Dachaufbau an eine Pagode erinnerten, wurde die Centralbahn auch „Chinesenbahn“ genannt.

## Linien
Die HAC befuhr zwei Linien nach und von Altona. Beide Linien führten ab Betriebsaufnahme am 15. April 1878 bis zum 30. Oktober 1896 eine Schleifenfahrt in Altona am Alten Altonaer Rathaus vorbei zum (alten) Altonaer Bahnhof aus (jetziges Altonaer Rathaus). Die aus Hamburg kommenden Wagen fuhren entweder über die Königstraße (rote Linie) oder über die Bergstraße (grüne Line) zum Altonaer Bahnhof. Zurück nach Hamburg fuhren sie weiter über die Bergstraße (rote Linie) oder über die Königstraße (grüne Linie).
Auf Hamburger Seite begannen beide Zweige der Bahn zuerst bei der Börse mit einer Schleife Großer Burstah – hinter der Börse – Alter Wall. Ab dem 18. August 1881 wurde die Strecke über die Rathausstraße und Steinstraße verlängert bis zur Brockesstraße beim Gewerbemuseum (heute Museum für Kunst und Gewerbe). Ab „Anfang August“ 1886 fuhren die Wagen in beiden Richtungen durch den Gr. Burstah, die Strecke durch den Alten Wall wurde aufgegeben (wegen des Rathausbaues).

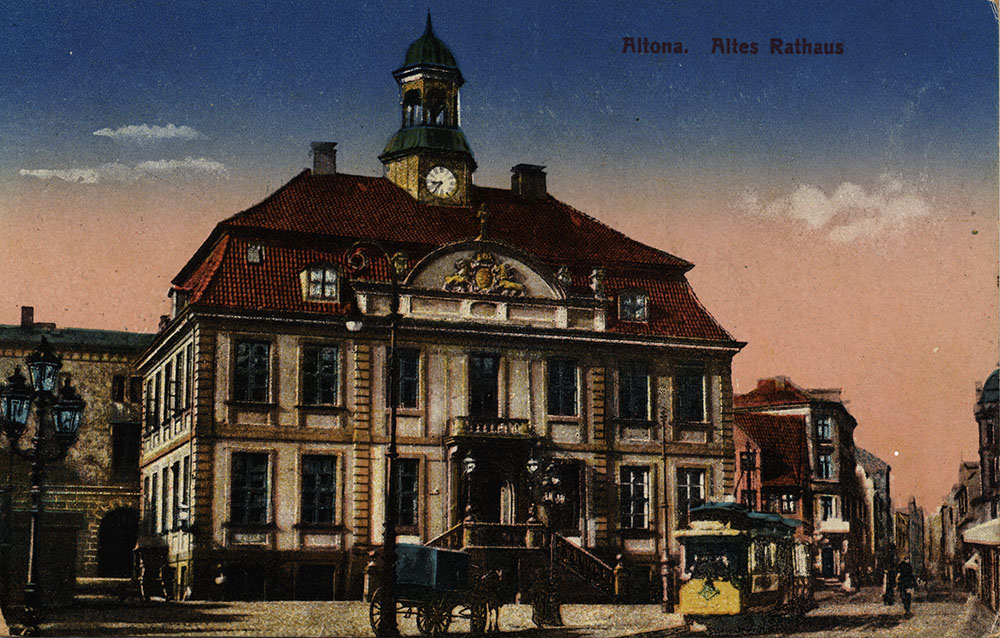
Centralbahn vor dem alten Altonaer Rathaus (um 1905)

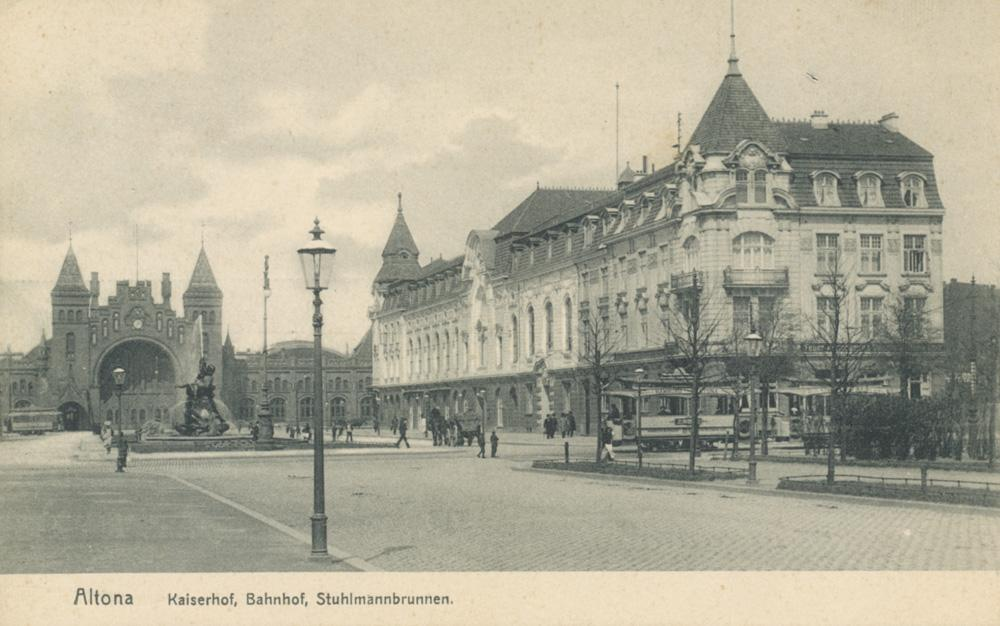
Die Centralbahn vor dem Hotel Kaiserhof (um 1906), im Hintergrund der Altonaer Bahnhof, im Vordergrund der Stuhlmannbrunnen

Mit der Elektrifizierung 1896 änderten sich Endstellen und Linienführung. Am 26. Januar 1896 wurde sowohl der elektrische Betrieb auf der „roten“ Schleife nach Altona aufgenommen als auch die Strecke bis zum Berliner Tor verlängert. Die „grüne“ Schleife wurde vorerst weiter mit Pferden betrieben und endete weiterhin am Gewerbemuseum. Erst am 7. März 1896 bekam auch die „grüne“ Schleife elektrischen Betrieb. Ab 1905 wurde am Berliner Tor eine Kehrschleife eingerichtet, um den Betrieb einfacher zu machen.
Durch die Verlagerung des Bahnhofes Altona nordwärts an seinen jetzigen Standort war der Weg frei für eine bessere Verbindung nach Ottensen. Diese Chance ließ sich die „Zentralbahn“ nicht entgehen und eröffnete neue Strecken nach Ottensen, die in komplizierter Schleifenfahrt und teilweise im Linksverkehr betrieben wurden. Sie folgten mit ihrer Gleislage dem Bebauungsplan der Stadt Altona für „das alte Bahnhofsterrain“ von 1895. Am 31. Oktober 1896 kamen diese Strecken in Betrieb.
Bergstraßenlinie (grüne Schilder)
Bereich Altona: Schleife Große Bergstraße – Jessenstraße – Marktstraße (jetzt Ehrenbergstraße) – Lobuschstraße – Arnoldstraße – Fischers Allee – Ottenser Hauptstraße – Bahnhof Altona – Große Bergstraße
Königstraßenlinie (rote Schilder)
Bereich Altona: Schleife Königstraße – Altonaer Bahnhofstraße (jetzt Max-Brauer-Allee, im Linksverkehr) – Lobuschstraße – Erzbergerstraße – Kleine Rainstraße – Hohenesch – Friedenseiche (jetzt Alma-Wartenberg-Platz) – Bahrenfelder Straße – Königstraße

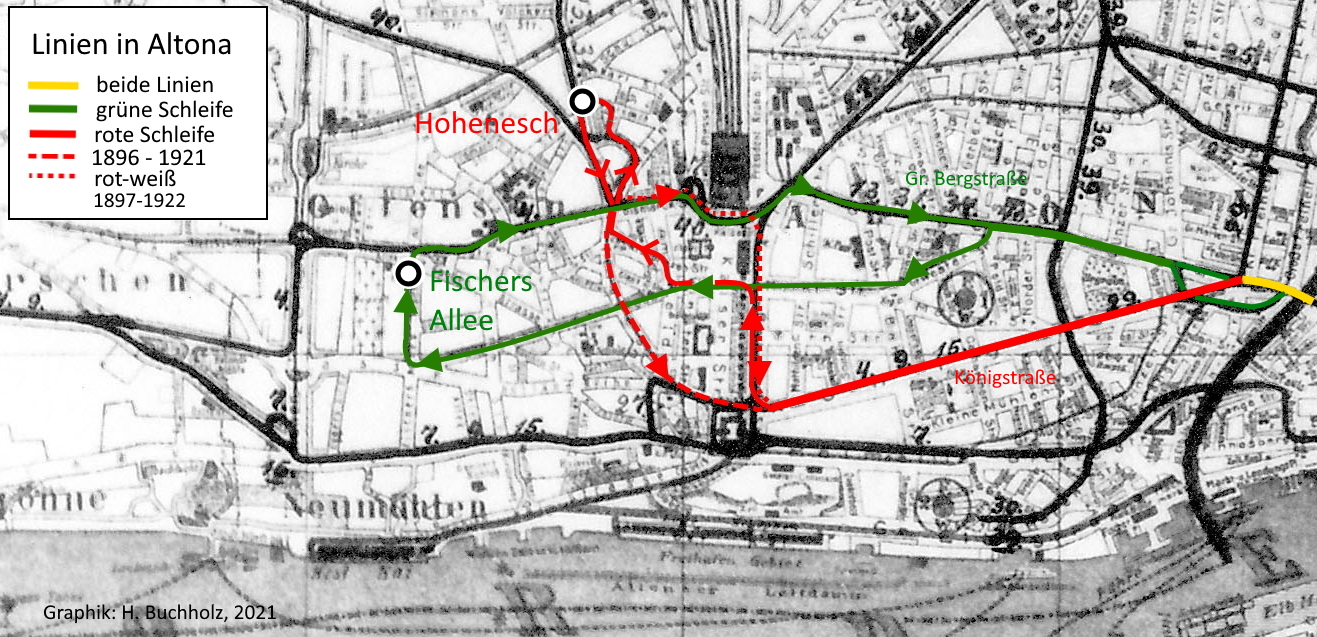
Linienführung Zentralbahn in Altona und Ottensen

Nachteil dieser Schleifenfahrten war, dass der Altonaer Bahnhof nur bei der Rückfahrt nach Hamburg direkt berührt wurde und von der „roten“ Linie überhaupt nicht. So gab es ab „Juni“ 1897 eine Variante der „roten“ Linie, die sogenannte „rot-weisse“ Linie. Jeder zweite Zug der „roten“ Linie (rot-weiße Schilder) fuhr Friedenseiche (jetzt Alma-Wartenberg-Platz) – Bahnhof Altona – Altonaer Bahnhofstraße (jetzt Max-Brauer-Allee, im Linksverkehr) – Königstraße.
Diese Linienführung blieb dann bis zum Erlöschen der Konzession und der Übergabe des Betriebes zum Jahreswechsel 1922/1923 an die HHA praktisch unverändert.

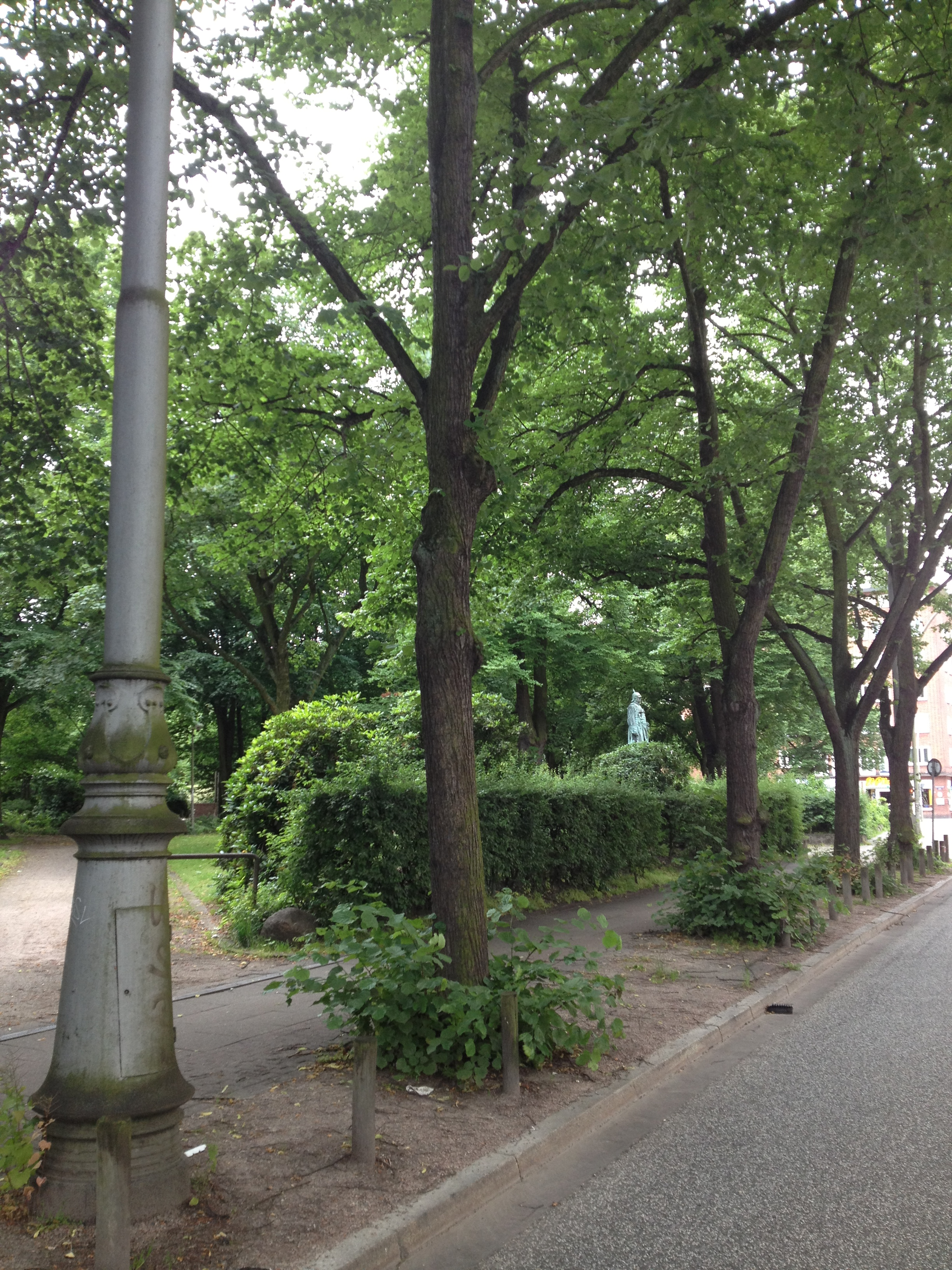
Oberleitungsmast der Centralbahn in der Altonaer Königstraße (2013), im Hintergrund ein Bismarck-Denkmal

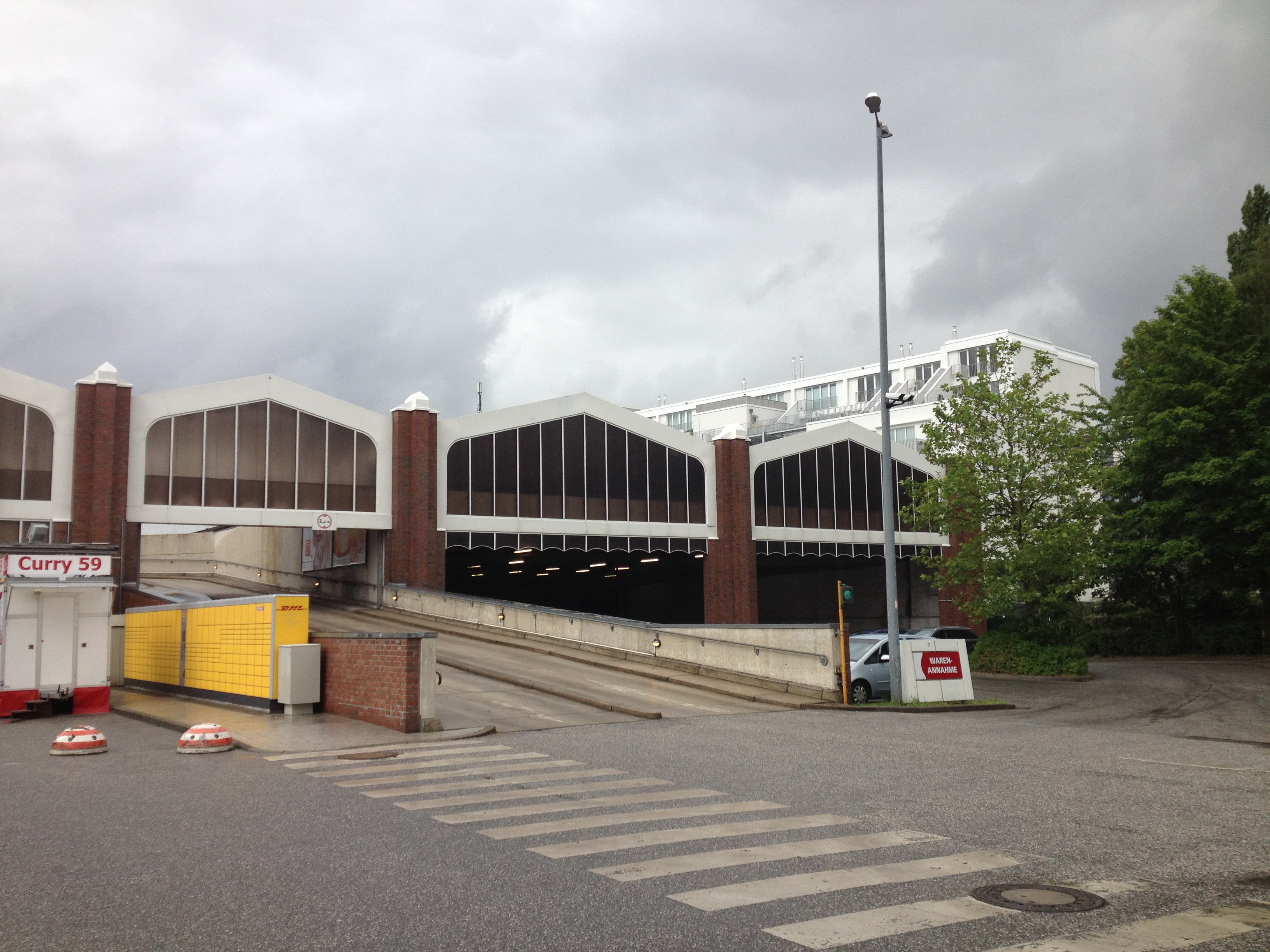
Ehemaliger Betriebshof „Schützenhof“ an der heutigen Max-Brauer-Allee 61, derzeit genutzt als Supermarkt; 2014

## Bestand an Oberleitungsmasten und heutige Nutzung des Betriebshofes
In der Königstraße sind auf dem Abschnitt zwischen Elmenhorststraße und Behnstraße noch fünf Oberleitungsmasten der Centralbahn erhalten, die von der Tangerhütte im Graugussverfahren im Jahr 1896 hergestellt wurden. Ein Mast wurde 2004 vom Bezirksamt Altona für 4100 Euro restauriert. Einen anderen Mast setzte der Denkmalverein Hamburg instand. Diese Objekte sind mit der Nummer 14960 in der Liste der Kulturdenkmäler in Hamburg-Altona-Altstadt registriert.
In der Bahrenfelder Straße, Ottenser Hauptstraße, der Kleinen und Großen Rainstraße sind noch diverse Oberleitungsrosetten der Centralbahn an den Hauswänden sichtbar.
Der Betriebsbahnhof „Schützenhof“ (heute Max-Brauer-Allee 59) am (neuen) Bahnhof Altona lag direkt westlich neben dem Betriebshof der Hamburger Hochbahn (ehemals SEG). Nach der Übernahme durch die HHA wurden beide Betriebshöfe zusammengelegt, die Gebäude der Centralbahn 1923 abgerissen und eine neue achtgleisige Halle gebaut. Auf dem östlichen Teil wurde 1927 eine neungleisige Halle errichtet. Bis 1988 als Busdepot genutzt, danach wurde dort ein Supermarkt eingerichtet.